# Associació Cultural del Gremi de Pagesos de Sant Llorenç i Sant Isidre
L'Associació Cultural del Gremi de Pagesos de Sant Llorenç i Sant Isidre és una entitat d'origen medieval de la ciutat de Tarragona

## Història
El 1353 va néixer la Confraria de Santa Magdalena, o dels Hortolans (pagesos rics), al santuari de Santa Maria Magdalena de Bell-lloc, situat prop del riu Francolí. El 1321 o 1323 ja apareix la Confraria en les celebracions de l'entrada del braç de Santa Tecla a Tarragona.
L'any 1550 s'incorpora a la processó del Dijous Sant organitzat per la Confraria de la Sang, i el 1624 es designa Sant Isidre com a copatró. Els objectius de la Confraria eren atendre el  viàtic i enterrament dels confrares, d'entre altres afers de tipus social i religiosos. .
L'any 1499 s'encarrega un retaule d'estil gòtic català dedicat a Santa Magdalena. Aquesta imatge fou destruïda durant la guerra civil, juntament amb la urna del Sant Sepulcre, obra de Jujol.
D'altra banda, el 1402 va néixer a l'església de Sant Llorenç la Confraria dels Bracers de Sant Llorenç, composta per jornalers o treballadors del camp. L'any 1726, bracers i hortolans es van unir, traslladant les imatges i el retaule de Santa Magdalena a l'església de Sant Llorenç. D'aquesta unió, va sortir l'actual Gremi de Pagesos de Sant Llorenç i Sant Isidre.
L'any 2020 l'entitat rebé la Creu de Sant Jordi per preservar l'herència d'un passat esplendorós que es remunta a set-cents anys enrere.